# Madonna d'Orleans
La Madonna d'Orleans è un dipinto a olio su tavola (29x21 cm) di Raffaello Sanzio, databile al 1506 circa e conservato nel Museo Condé di Chantilly.

## Storia
L'opera è di solito identificata con una delle due piccole Madonne che Vasari vide a Urbino e che Raffaello dipinse per Guidobaldo da Montefeltro durante uno o più brevi soggiorni nella sua città natale verso il 1505-1506. Negli inventari di Palazzo Ducale si trova probabilmente citata come "quadretto di una Madonna con un Cristo in braccio, in legno, che viene da Raffaele".
All'inizio del XVI secolo la tavola doveva essere già a Torino nelle collezioni Savoia, dove la copiò almeno quattro volte Giovanni Martino Spanzotti, citandola in una lettera del 1507 a Carlo II di Savoia (tra le copie conosciute oggi una è al Walters Art Museum di Baltimora e una al Rijksmuseum di Amsterdam).
Nel 1647 quattro dipinti vennero rubati a Maria Cristina di Borbone-Francia, vedova di Vittorio Amedeo I di Savoia, tra cui probabilmente anche la Madonna raffaellesca, che ricompare solo nel 1729, copiata tra le riproduzioni a stampa commissionate da Pierre Crozat. In base alle note di questa raccolta, il dipinto apparteneva a un certo Passart, passata poi all'abate François de Camps, vescovo di Pamiers. Si ritrova poi nelle collezioni nel Palais-Royal di Parigi appartenenti a Filippo d'Orleans, reggente di Francia, da cui il nome.
Nel 1791, "Filippo Egalité" vendette la sua intera collezione di dipinti italiani al banchiere Edouard de Walkiers per coprire i suoi enormi debiti. In seguito venne ceduta a François Louis Jean-Joseph de Laborde de Méréville e, nel 1798, con tutta la collezione in blocco ai lord londinesi Bridgewater, Gower e Carlyle, che si erano associati per l'occasione. La Madonna in particolare venne subito rivenduta, passando per le mani di vari collezionisti: Hibbert di Londra (1799), Nieuwenhuys di Bruxelles (1831), Delamarre Lahaut a Parigi, poi il marchese Aguado e infine Benjamin Delessert, le cui raccolte passarono all'asta il 15 marzo 1869. La Madonna finì al duca d'Aumale, che possedeva il castello di Chantilly dove si trova ancora oggi.

## Descrizione e stile
La tavola è in perfetto stato di conservazione. Maria è seduta su uno sgabello col Bambino in grembo, che si muove inquieto lungo la diagonale, guardando verso lo spettatore. Lo sfondo è domestico, vi si intravedono infatti gli scaffali di quella che sembra una dispensa o un armadio a muro, appena rischiarati dalla luce che invece investe i due protagonisti, facendo vibrare i densi colori. Maria, dai capelli biondi arricciati ai lati del viso (come la capigliatura della Dama col liocorno), indossa la tipica veste rossa, che scopre una manica ocra, e la tunica di un blu intenso. Il corpo del Bambino spicca per candore. Le due figure sono unite da una concatenazione di gesti che evoca con naturalezza il tono raccolto e familiare del dipinto.